# Alessio Castro-Montes
Alessio Castro-Montes (Sint-Truiden, 17 mei 1997) is een Belgisch-Spaans voetballer die bij voorkeur als aanvallende middenvelder speelt. In september 2023 tekende hij een contract bij Union Sint-Gillis, dat hem overnam van KAA Gent.

## Clubcarrière
Castro-Montes werd op zijn vijfde opgenomen in de jeugd van Gelmen VV. Twee jaar later werd hij opgemerkt door scouts van Standard Luik op de Challenge Edhem Šljivo (het grootste indoorvoetbaltornooi van Europa) en bleef daar tot 2011 toen hij de overstap naar Anderlecht maakte. In 2015 werd hij overgenomen door Sint-Truiden en speelde voornamelijk voor het tweede elftal. Zijn enige wedstrijd in de Eerste klasse A was op 7 mei 2016 in de met 0–3 verloren wedstrijd tegen Charleroi. Daar verving hij een kwartier voor tijd Victorien Angban.
In de zomer van 2017 maakte Castro-Montes de overstap naar KAS Eupen. Nadat trainer Claude Makélélé hem omschoolde van aanvallende middenvelder naar rechtervleugelverdediger werd hij een basisspeler bij de Oostkantonners. Het leverde hem in april 2018 een contractverlenging tot juni 2020 op.
Begin juni 2019 tekende hij een contract bij KAA Gent, dat hem overnam van KAS Eupen. Bij de overgang was naar verluidt 1,2 miljoen euro gemoeid.
In september 2023 transfereerde Castro-Montes van KAA Gent naar Union Sint-Gillis voor een bedrag van 2 miljoen euro.

## Clubstatistieken
| Seizoen     | Club               | Competitie      | Competitie | Competitie | Beker | Beker | Internationaal | Internationaal | Totaal | Totaal |
| Seizoen     | Club               | Competitie      | Wed.       | Dlp.       | Wed.  | Dlp.  | Wed.           | Dlp.           | Wed.   | Dlp.   |
| ----------- | ------------------ | --------------- | ---------- | ---------- | ----- | ----- | -------------- | -------------- | ------ | ------ |
| 2015/16     | Sint Truiden       | Eerste klasse A | 1          | 0          | 0     | 0     | —              | —              | 1      | 0      |
| 2016/17     | Sint Truiden       | Eerste klasse A | 0          | 0          | 0     | 0     | —              | —              | 0      | 0      |
| 2017/18     | KAS Eupen          | Eerste klasse A | 14         | 0          | 1     | 0     | —              | —              | 15     | 0      |
| 2018/19     | KAS Eupen          | Eerste klasse A | 22         | 2          | 2     | 0     | —              | —              | 24     | 2      |
| 2019/20     | KAA Gent           | Eerste klasse A | 21         | 2          | 2     | 0     | 8              | 0              | 31     | 2      |
| 2020/21     | KAA Gent           | Eerste klasse A | 37         | 7          | 2     | 0     | 9              | 0              | 48     | 7      |
| 2021/22     | KAA Gent           | Eerste klasse A | 35         | 5          | ?     | ?     | ?              | ?              | ?      | ?      |
| 2022/23     | KAA Gent           | Eerste klasse A | 31         | 1          | ?     | ?     | 2              | 0              | ?      | ?      |
| 2023/24     | Union Saint-Gilles | Eerste klasse A | 3          | 0          | 0     | 0     | 1              | 0              | 4      | 0      |
| Club totaal | Club totaal        | Club totaal     | 164        | 17         | ?     | ?     | ?              | ?              | ?      | ?      |

Bijgewerkt t.e.m. 24 september 2023>

## Erelijst
| Competitie         |          |          |          |          |
| Competitie         | Aantal   | Jaren    |          |          |
| KAA Gent           | KAA Gent | KAA Gent | KAA Gent | KAA Gent |
| ------------------ | -------- | -------- | -------- | -------- |
| Beker van België   | 1x       | 2021/22  |          |          |
| Union Sint-Gillis  |          |          |          |          |
| Beker van België   | 1×       | 2023/24  |          |          |
| Belgische Supercup | 1x       | 2024     |          |          |